# (38328) 1999 RZ128
1999 RZ128 (asteroide 38328) é um asteroide da cintura principal. Possui uma excentricidade de 0.17835170 e uma inclinação de 1.93491º.
Este asteroide foi descoberto no dia 9 de setembro de 1999 por LINEAR em Socorro.